# For Your Entertainment
For Your Entertainment je debutová studiová deska Adama Lamberta, finalisty osmé série soutěže American Idol. Byla vydána 23. listopadu 2009. Z desky byly vydány ve Spojených státech tři singly: "For Your Entertainment", "Whataya Want from Me" a "If I Had You". V zahraničí ještě z desky vyšly následující písně: "Fever" (Nový Zéland), "Sleepwalker" (Kanada / Finsko / Německo / Polsko / Česká republika), "Aftermath" (Finsko) a "Sure Fire Winners" (Nový Zéland).

## Seznam skladeb
1. „Music Again“
2. „For Your Entertainment“
3. „Whataya Want from Me“
4. „Strut“
5. „Soaked“
6. „Sure Fire Winners“
7. „A Loaded Smile“
8. „If I Had You“
9. „Pick U Up“
10. „Fever“
11. „Sleepwalker“
12. „Aftermath“
13. „Broken Open“